# Ботаничка башта Јевремовац
Ботаничка башта Јевремовац је ботаничка башта у Београду. Најстарија је ботаничка башта у Србији и њено оснивање везано за једно од највећих имена српске ботанике – Јосифа Панчића. Цео комплекс са великим стаклеником има значајну архитектонску и културно-историјску вредности. Од 1995. године има статус споменика природе II категорије, а 2007. заштићена је као споменик културе. Заједно са Институтом за ботанику наставна је јединица Биолошког факултета у Београду.
У оквиру ботаничке баште налази се стакленик површине 500 m², подигнут 1892. године, а од 2004. и јапански врт. Биљни фонд обухвата више од 2.000 домаћих и страних биљних врста, од којих је у стакленику око 1.100 и тај број се сваке године увећава.
Од свог оснивања Ботаничка башта је универзитетска установа којом се управља као делом високошколског система у просвети и науци, али је временом додатно ширила своје активности и у правцу других области, као што су заштита природе и култура.

## Положај и површина
Ботаничка башта се налази на надморској висини од 86,82 m до 99,85 m. Заштићена површина износи 4 ha 81 ar 23 m². У њеном саставу налазе се Стаклена башта, Јапански врт, Хербаријум, Библиотека, отворене површине, управна зграда Института за ботанику, слушаонице и лабораторије. Биљни фонд обухвата око 2.000 страних и домаћих биљних врста, од којих је у стакленику око 1.100 и тај број се сваке године увећава.
башта се налази у ужем центру Београда, на територији Општине Стари град и окружена је значајним саобраћајницама: са источне стране ограничена је Улицом војводе Добрњца, са западне комплексом зграда у Палмотићевој, са северне Булеваром деспота Стефана, са јужне Далматинском, а са југоисточне Таковском, у којој се, на углу са Далматинском, на броју 43, налази главна капија Баште.

### Природне карактеристике
Имање на коме је настала башта налазило се на месту искрчених мешовитих шума лужњака, цера, пољског јасена и букве. Појединачна стабла лужњака, цера, пољског јасена, чија се старост процењује на преко 120 година, једини су остаци некадашње аутохтоне вегетације на овој површини.

#### Геоморфолошке карактеристике
Башта се налази на падинама које се пружају од теразијског платоа према Дунаву. Горњи, јужни део Баште је највиши одакле се терен постепено спушта све до границе Природног споменика - улица 29. новембра. У Башти се налазе три уздигнућа, од којих су два вештачки подигнута.

#### Геолошке карактеристике
Према малобројним истраживањима, утврђено је да Башта лежи на седиментима неогена које сачињавају лапоровити пешчари и глине. Дебљина ових седимената је веома велика.

## Историјат

### Прва башта у дворишту Лицеја (1853)
Потреба да Србија добије ботаничку башту јавила се у тренутку када је у Београдском Лицеју, у оквиру нове групе јестаствених (природних) наука, уведена и ботаника. Јосиф Панчић, који је 1853. године постављен за професора природних наука, сматрао је да ботаника „може једино да се научи у ботаничкој башти или у пољу, а учење у пољу, осим тога што је не подпуно, стаје свакад и већег труда и дужег времена.” Због тога је исте те 1853. године подигао једну сасвим скромну ботаничку башту затвореног типа на половини дворишта Лицеја, који се тада налазио у згради Конака кнегиње Љубице и за ту сврху му је дозвољено да посече дуд који му је био на сметњи. Од тада се борио да за ту сврху добије нови, већи простор.

### Ботаничка башта на Дорћолу (1874)
Прва Ботаничка башта у Београду, Српска Краљевска ботаничка башта, основана је 1874. године одлуком Министарства просвете и црквених послова Кнежевине Србије, а на предлог Јосифа Панчића. Те године је, према сопственим речима, Панчић први заградио једну ледину на Дорћолу, површине само 1,75 ha, у државном власништву насталом после одласка београдских Турака. Плац се налазио на јалији, између Дунавске улице и Дунава. Будући да је био уз саму обалу реке, овај простор се врло брзо показао као неадекватан јер је био је склон плављењу. Већ 1879. осетну штету нанео је крупан град са бујицом, следеће 1880. веома оштра и дуга зима, а 1887. поплава је пробила новоподигнут насип и Башти нанела додатну штету. Следеће, 1888. године Панчић је умро, а одмах по његовој смрти дошло је до велике поплаве, каква се поновила и наредне 1889. што је скоро у потпуности уништило биљни фонд који је покојни Панчић био сакупио и неговао. Преостале биљке су 1889. премештене у двориште Велике школе у Капетан Мишином здању, да би одатле могле бити пресељене на ново, безбедније место. Сматра се да су те редовне поплаве изазвале или убрзале доношење одлуке за трајно решење простора за нову Башту.

#### Значај
Радове на уређењу Баште Панчић је започео одмах по добијању одлуке, у пролеће 1875. Плац је најпре ограђен тарабом, озидана је зграда за радионицу и стан за послужитеља, а пред зиму су на два краја баште озидана два бунара. Српско-турски ратови су успорили, али не и зауставили подизање Баште. Вршена је нивелација земљишта и набављене су прве биљке. Неке су узгојене из семена, а неке пресађиване. Биљни материјал је набављан из Топчидерске економије, али су неке врсте добијене разменом или куповином од других ботаничких башта или познатих расадника у иностранству. У лето 1880. сазидан је и стакленик.
Јосиф Панчић је као управник Српске краљевске ботаничке баште добио прилику да почне да остварује два своја циља: 
- да олакша ученицима ботанике приступ у све гране те науке и
- да гајењем биљака пореклом из Србије поступно спрема и што брже доврши познавање аутохтоне флоре.[16]

Панчић је ту имао у виду Ботаничку башту у служби научно-стручног задатка израде Флоре као националног пописа биљака (Enumeratio Plantarum Serbicarum). Првих пет година радова на подизању Ботаничке баште, разлоге за њено подизање и циљеве које треба достићи Јосиф Панчић је описао у својој књизи Ботаничка башта у Београду из 1881. Три примерка ове књиге чувају се у Народној библиотеци Србије и Универзитетској библиотеци „Светозар Марковић” у Београду. О значају Ботаничке баште Јосиф Панчић је rekao:
| „ | Ботаничка башта има према захтевима данашњег времена две задаће да изврши: с једне стране да на малом простору састави флоре оне земље, чија се омладина има ту ботаници да учи, а с друге стране да прибере све оне ексотне биљке, које су потребне, да у башти буде углавном представљена вегетација целог света. | ” |

### Јевремовац
Господину министру Просвете и Црквених послова,
Данас, на први рођен дан по миропомазању мога сина Његовог величанства Нашег Краља Александра I, нашао сам се побуђен дати држави на просветне цељи, и то за ботаничку башту, своју башту овде у Београду, у одељењу палилулском, преко пута палилулске касарне под једним условом, да се ова башта зове „Јевремовац”, за рад сећања на нашега славног претка, мојега и мојега сина Господина Јеврема Т. Обреновића, великог љубитеља народне просвете.
Молим вас господине министре да будете добри примити у име државе овај дар.
Милан
2. августа 1889. године у Београду

Текст писма којим краљ Милан Обреновић поклања своје имање за ботаничку башту
Знајући за проблеме које је Панчић имао око подизања прве Ботаничке баште у Србији, краљ Милан Обреновић је 1889. године, за потребе подизања нове Ботаничке баште, поклонио Великој школи своје имање, воћњак величине 5,2 ha, који је наследио од деде Јеврема, уз обавезу да служи у просветне циљеве, да се на њему подигне ботаничка башта и да се, у част његовог деде назове Јевремовац. Овај назив се задржао све до 1940. године, а затим је сасвим неслужбено престао да се употребљава све до 1991. године када је поново враћен на предлог Колегијума Института за ботанику и Ботаничке баште Биолошког факултета. Постоји мишљење да је то учинио по савету или наговору свог личног лекара, др Саве Петровића. Иако своје имање краљ Милан помиње као „башту”, на том простору налазио се његов воћњак, коњушнице, доста шумског дрвећа, као и неке ретке зељасте биљке. Нека од старих самониклих стабала тих врста и данас се налазе у Башти.

#### Изградња Баште
Године 1890, одмах чим су се скупила почетна средства, почело је уређивање београдске Ботаничке баште. За првог управника постављен је Стеван Јакшић, професор ботанике. Радови на уређењу Баште трајали су неколико година. Неки делови Баште су морали бити риголовани, неки нивелисани. Занимљиво је да је током прекопавања нађена римска некропола. Подизање ботаничке баште, скуп и спор посао, у тадашњој Србији био је додатно отежан лошим унутрашњим комуникацијама и слабим везама Краљевине Србије са светом, што је чинило препреку за брже прибављање како биљака из свих крајева Србије, тако и оних егзотичних. На великом делу Баште остављен је воћњак, с намером да се ту засаде све врсте воћака нашег поднебља, али се од те идеје касније одустало. У северном делу је задржана затечена вегетација као шумадијска храстово-церова шума, како је остало до данас. Одмах по почетку радова направљена су два базена за воду. Један је био претворен у фонтану, али је фонтана касније уклоњена, а базен затрпан. Остао је доњи базен за водену вегетацију и као појило за птице. Приликом новијих реконструкција и горњи базен је делимично обновљен. У Башти је задржана и зграда бондручара некадашње коњушнице кнеза Милоша од 60 m2, која је као домарска кућа чувана у изворном стању све док није почела да се распада, па је реконструисана 80-их година 20. века.
Недуго по пресељењу Баште на данашњу локацију, 1892. године купљен је од фабрике Моцентин   из Дрездена велики стакленик површини од 500 m², који и данас постоји. Састоји се од два крила спојена централном куполом. Изграђен је из делова који су пренети из фабрике и монтиран 6 месеци. У то време била је то једна од најлепших и највећих стаклених башта у овом делу Европе. Ова стаклена башта имала је првенствено намену одржавања биљака током зиме, али није била погодна и за клијање семена и вегетативно размножавање. За ту сврху подигнут је 1931. године надомак колског прилаза посебан мали стакленик - „Множара“. Оба стакленика оштећена су током бомбардовања у Другом светском рату. Касније су, упркос вишеструким поправкама, константно пропадали. Велики стакленик у потпуности је реконструисан 2014. године, док је мали тада порушен и изграђена је нова „Множара“.
У то време Башта је била ограђена дашчаном тарабом, што је било краткорочно решење, јер је таква ограда брзо трулила. Тим проблемом бавили сви први управници, а сваке године је по неки део тарабе бивао замењен. Већ се крајем 19. века расправљало о замени дрвене ограде зидом од чврсте опеке. Коначно је 1925. дрвена тараба почела поступно да се замењује зиданим парапетом и стубовима који носе филарете од кованог гвожђа. Изградња ограде трајала је годинама због спорог прилива новца.
Ботаничка башта „Јевремовац“ наставила је да се уређује и обогаћује. Почетком 20. века слате су саднице и семе ретких биљака ради подизања школских ботаничких башти уз гимназије у Пироту и Врању и Општинске градине у Нишу. Досегла је пун сјај 1930-тих, у време када је управник био академик ботаничар Недељко Кошанин († 1934). Убрзо након тога се говори о тешким данима баште због малог буџета. Пошто нема новца за експедиције, ендемске југословенске биљке се наручују из иностранства, из башти које су их некада добиле на поклон. У то време се у београдској општини размишљало о сеоби баште на Топчидерско брдо. Крајем 30-их се говори да "скоро нико и не посећује Београдску ботаничку башту".

#### Управници
- Стеван Јакшић (1889—1899)
- Живојин Јуришић (1899—1901)
- Недељко Кошанин (1905—1934)[5]
- Љубиша Глишић (друга половина 20. века)[32]
- Петар Марин (2000-их)[33]
- Слободан Јовановић (2010-их)[34]
- Гордана Субаков Симић (2020-их)[35]

## „Јевремовац” данас
Од свог оснивања Ботаничка башта „Јевремовац” је универзитетска установа којом се управља као делом високошколског система у просвети и науци, али је временом додатно ширила своје активности и у правцу других области, као што су заштита природе и култура. У њеном саставу налазе се Стаклена башта, Јапански врт, Хербаријум, Библиотека, отворене површине, управна зграда Института за ботанику, слушаонице и лабораторије.

### Отворене површине
На отвореном простору Ботаничке баште расте више стотина дрвенастих и готово 1000 зељастих, аутохтоних и алохтоних врста биљака, што представља биљни фонд од преко 1300 врста. Биљни фонд је груписан у географске и еколошке целине. Отворени простор Баште подељен је на 14 површина омеђених колским и пешачким стазама, унутар којих се срећу и засебно организоване целине попут Јапанског врта, систематских парцела, камењара, папратњака, базена са локвањима, лавиринта формираног од бамбуса, дечијег кутка и других.
Посебно се издвајају неколико десетина година стари брестови, импозантна стабла кавкаских зелкова, примерци храста лужњака стари преко 140 година, кестенови, више врста борова, ариши, смрче, тисе, кедрови, чемпреси, тује. Затим секвоје, гинкго, бујни жбунови Хималајског биберовца и форзиције. Понос Баште су Панчићеве оморике, ендемична врста у Србији.

### Стаклена башта
„Велика стаклара“ или Стаклени павиљон, како је зову у „Јевремовцу“, саграђена је 1892. године а њена гвоздена конструкција купљена је од фирме Моцентин из Дрездена. Састављена је из делова који су донети из фабрике, а монтажа је трајала 6 месеци. Саграђена је у викторијанском стилу, са елементима сецесије. У време када је изграђена била је то једна од најлепших и највећих стаклених башта у овом делу Европе. Наручилац стакленика није познат, али постоје предпоставке да би то могао бити краљ Милан (у абдикацији). Ту и такву стаклену башту, коју назива Palmenhaus, приказао је аустроугарски путописац, археолог и етнолог Феликс Каниц, један од највећих познавалаца југоисточне Европе тог времена, на свом цртежу из 1897. Оваквих стакленика у нашем делу Европе остало је јако мало, тако да овај у „Јевремовцу”, осим што је постао део културне баштине Београда, представља и одраз тог времена.
Стаклена башта налази се у североисточном делу Ботаничке баште „Јевремовац”. Површине је 500 m² и састоји се од два крила спојена централном куполом. У њој се чува око 1000 различитих тропских, субтропских и медитеранских врста биљака, груписаних географски и еколошки. У јужном крилу и под централном куполом расте биљни свет тропских кишних шума док се у северном крилу гаји богата колекција сукулентних, пустињских биљака. Број врста које расту у стакленику процењује се на више од 1000.

#### Обнове и реконструкције
Стаклена башта имала је првенствено намену одржавања биљака током зиме, али није била погодна за клијање семена и вегетативно размножавање биљака. Због тога је 1931. подигнут други, мали стакленик. Током бомбардовања у Другом светском рату велика стаклена башта је претрпела озбиљне штете. После рата је поново застакљена, али је гвоздена конструкција обновљена и префарбана тек 1975. године, уз помоћ Републичке заједнице образовања. То није било довољно, па је стакленик наставио да пропада и морао је бити затворен за посетиоце када је 2005. један део почео да се урушава. У потпуности је реконструисан 2014. године, захваљујући пројекту „Унапређење инфраструктуре високошколских установа у Србији – EU HETIP“, који је био остварен уз помоћ донације из предприступних фондова Европске уније. Радови на обнови стакленика трајали су две године и свечано је отворен октобра 2014, у присуству високих званица. Комплетна реконструкција великог стакленика у Ботаничкој башти и реновирање малог стакленика (множаре) коштала је 1,4 милиона евра. Велики стакленик потпуно је реновиран, опремљен најсавременијим стакленим зидовима, а инсталирана је и унутрашња опрема у складу са најновијим технолошким и научним стандрадима. Mали стакленик повезaн је на систем топловода, што омогућује биолозима да биљке гаје и расађују у потпуно природним условима.

### Ограда и капије
У време када је започето подизање Баште плац је је била ограђен дашчаном тарабом, што је било краткорочно решење јер су даске брзо трулиле. Тим проблемом бавили сви први управници, а сваке године је по неки део тарабе бивао замењен. Већ се крајем 19. века расправљало о замени дрвене ограде зидом од чврсте опеке. Са стране Далматинске и Тимочке (данас Таковске) улице предлаган је низак зид, а изнад зида да буде гвоздена ограда. Коначно је 1925. дрвена тараба почела поступно да се замењује зиданим парапетом и стубовима који носе филарете од кованог гвожђа. Изградња ограде трајала је годинама због спорог прилива новца са Универзитета. Са западне стране ограда је била само озидана, без украса, док на јужном углу, из Таковске улице, има украшен главни улаз. Из Улице војводе Добрњца направљен је неукрашен колски улаз.
- Детаљи капије

#### Обнове и реконструкције
После Другог светског рата, пошто је 1956. уклоњена скупоцена ограда око Скупштине Југославије под паролом „да од народа ништа не треба да се ограђује”, било је захтева да се поруши и ограда око Ботаничке баште. Тадашња управа успела је да је одбрани, али је 1965. ипак порушен један део на североисточном углу, када је од Ботаничке баште узето неколико ари за нову зграду Урбанистичког завода Београда, чиме је незнатно нарушена и воља задужбинара. Као компензацију, Урбанистички завод је асфалтирао стазе у Башти и о свом трошку померио тај део ограде. Ограда је од тада почела да пуца се слеже и пуца, па је 2008. извршена асанација и рестаурација ограде и капије, када је и Главна капија проширена. Као део целине комплекса Ботаничке баште „Јевремовац” подпада под заштиту, као споменик културе.

### Јапански врт
У Ботаничкој башти „Јевремовац“ је 18. маја 2004. године отворен Јапански врт. Изграђен је по пројекту пејзажних архитеката Вере и Михаила Грбића, донацијом државе Јапана, уз помоћ и подршку амбасаде Јапана у Београду.
Јапански врт простире се на 2.000 m2 и представља заокружену целину — „башту у башти”. Изграђен је по узору на традиционалне јапанске вртове. Складан и једноставан у линијама и бојама, он симболично представља природни пејзаж у минијатури. Доминирају камен, вода и биљке, три основна елемента присутна у јапанским баштама. Камен и вода представљени су малим камењарима, потоком са каскадама и језером са локвањима, док су биљне врсте биране према симболици коју носе. Између осталих засађени су јапанске трешње, јавори, бамбуси, руже, клеродендрони и друге врсте пореклом са Далеког истока. Осим природних, овај јапански врт обогаћују и архитектонско-декоративни елементи, какви су мостићи, чајна кућа и други. Занимљиво је да је вода у језеру природна. Извире испод Ботаничке баште, са дубине од 100 метара, одакле се извлачи пумпама, али није за пиће.

### Управна, наставна и друге зграде
Прва Управна зграда подигнута је 1894. у близини главног улаза у Ботаничку башту и данас се у њој налазе радне просторије наставног особља.
Године 1898. доселио се у Ботаничку башту Ботанички завод Филозофског факултета, што је отворило питање подизања одговарајућих наставно-научних зграда. Завод се и данас налази у Башти, под именом Институт за ботанику Биолошког факултета. Данашња Управна зграда подигнута је 1908. одмах до старе. Главни простор зграде био је намењен библиотеци. Зграда је приземна, а испод ње се налази пространи подрум који је некада служио као „леденица” у којој се чувала храна за двор, затим као ледара за хладно чување биљног материјала, а касније је овим подземним просторијама, током узастопних адаптација, мењана намена, тако да су неке претворене у изложбену галерију и свечану салу. Библиотека је 1995. претворена у вежбаоницу и слушаоницу за студенте, а књиге су премештене у једну од суседних просторија. Током 2008. и 2009. извршено је темељно реновирање Управне зграде која је остала управно-наставна, а адаптацијом поткровља добијен је нови простор.
Непосредно уз Управну зграду 30-их година подигнута је такође приземна Наставна зграда. Априла 1941. немачка бомба до темеља је срушила ову зграду. Обновљена је тек 1951. године, у истим габаритима, иако је постојала идеја да се на том месту подигне двоспратно здање, али је уместо тога подигнута привремена зграда која је срушена је 1995. Исте године на том месту почела је изградња зграде којаби требало да представља решење смештајног проблема Биолошког факултета, који нема своју зграду. Међутим, радови су 1997. застали, а затим су сасвим обустављени. Великим радовима на обнови Ботаничке баште „Јевремовац“ од 2009. до 2014. није обухваћен наставак радова на том објекту.
Између Управне зграде и Великог стакленика постоји и једно подземно склониште од бетона и цигле, изграђено уочи или током Другог светског рата.

### Хербаријум
Хербаријум Универзитета у Београду смештен је у Ботаничкој башти ”Јевремовац”, у Институту за ботанику Биолошког факултета. Представља једну од најзначајнијих и најбогатијих колекција у региону Југоисточне Европе, и као таква укључена је у Index Herbariorum, међународни директоријум регистрованих хербаријума у свету, под ознаком BEOU. Формиран је 1860. године, када је Јосиф Панчић своју прву хербарску збирку поклонио Великој школи у Београду. Касније су обогаћивању Хербаријума допринели и други значајни научници 19. и 20. века. Међу њима су Сава Петровић, Сава Хиландарац, Недељко Кошанин, Теодор Сошка, Вилотије Блечић и други. Значајан број хербарског материјала добијен је разменом са сродним институцијама из Европе и света.
Данас Хербаријум садржи преко 250.000 узорака васкуларних биљака. Организован је у неколико колекција, међу којима су најзначајније:
- Панчићев хербаријум (Herbarium Pancicianum), најзначајнија колекција биљака деветнаестог века,
- Главни Хербаријум (Herbarium Generale), који је најбогатији примерцима биљака сакупљеним од деветнаестог века до данас, не само са Балкана већ из целог света,
- Колекција Одељења за екологију и географију биљака,
- Колекција Одељења за морфологију и систематику биљака,
- Колекција бриофита,
- Влажна збирка Одељења за алгологију, микологију и лихенологију.

У научном, културном и историјском смислу збирка Јосифа Панчића издваја се као једна од најзначајнијих колекција. У њој се чувају хербарски примерци биљака из 19. века, сакупљени са подручја Србије, Црне Горе и Бугарске, који су Панчићу представљали основу за израду првих регионалних флора ових земаља.
Током бурних историјских догађаја, добар део хербарског материјала је нестао, о чему сведоче неки писани трагови. Током светских ратова окупатори су део фонда однели у Беч, Загреб, Сарајево и Будимпешту и тај фонд још увек није враћен.
Упркос свему, Хербаријум Универзитета у Београду представља како научну институцију највишег ранга, тако и историјско и културно благо Републике Србије. У њему се налази драгоцено и незаобилазно „штиво за читање и чување” флоре и вегетације Балканског полуострва, али и штиво о напорима појединаца и институција на развоју ботаничке науке у Србији.

### Библиотека
Библиотека Института за ботанику и Ботаничке баште “Јевремовац” једна је од најстаријих и најбогатијих ботаничких библиотека у региону југоисточне Европе. Формирање библиотеке започето је на Лицеју београдском 1853. године. Библиотечки фонд садржи вредан књишки фонд са преко 7.000 књига, преко 6.000 сепарата из области ботанике и скоро 300 научних и стручних часописа међу којима се налазе водећи светски ботанички часописи, набављани у континуитету дуги низ година.
У библиотеци се чувају и нека ексклузивна, раритетна и антикна издања музејске вредности:
- Најстарије књиге које се чувају у Библиотеци потичу из 16. и 17 века.
- Старофранцуски превод L`Histoire du Monde de Pline Second чувеног енциклопедијског дела античког света Plinii Secundi Naturalis historiae (Историја света Плинија Млађег) из 1. века. Књига је објављена 1562. године у Лиону. Луксузно је опремљена, у кожном повезу са насловом у златотиску и орнаментима.
- Clusii Rariorum Plantarum Historia (Историја ретких биљака) чувеног холандског хуманисте, лекара и једног од водећих ботаничара 16. века Каролуса Клузијуса (Carolus Clusius), објављена у Антверпену 1601. године.
- Flora Graeca Sibthorpiana, едиција у 10 томова о самониклим биљкама Грчке, Мале Азије и Леванта, животно дело енглеског ботаничара Џона Сибторпа из 18. века. То је луксузно и раритетно издање са скоро 1000 илустрација биљака у природној величини, које су у основи литографије ручно бојене техником акварела, а на основу оригиналних цртежа чувеног ботаничког сликара Фердинанда Бауера.
- Референтни немачки часопис Flora из Регензбурга, који се налази у фонду Библиотеке од првог броја из 1818. године.[51]

### Споменици у „Јевремовцу”
На простору ботаничке баште налазе се две спомен-бисте: Јосифа Панчића и Недељка Кошанина.
Заслуга Јосифа Панчића непроцењива је, како за настанак Ботаничке баште „Јевремовац”, тако и за развој ботанике као науке на овим просторима. Његова биста постављена је на самом улазу у Башту, поред главне капије.
Недељко Кошанин био је дугогодишњи управник Ботаничке баште „Јевремовац“ (1905–1934) и поставио је највише стандарде њеном трајању. Под његовом управом Ботаничка башта достигла је свој пун сјај. Колики је био његов допринос говори и податак да су му, када је умро, академици, професори, студенти, партијски другови и поштоваоци одали последњу пошту у право у Ботаничкој башти, у једној од слушаоница где је његово тело изложено.

### Занимљивости
У управној згради Института чува се крст украшен медитеранским биљем који су монаси Хиландара послали 1888. године, када је умро је Јосиф Панчић, у спомен великом научнику. Крст са биљем је, према речима некадашњег управника, др Слободана Јовановића, савршено очуван иако је после Другог светског рата чуван у неусловним просторијама, док га стручњаци Биолошког факултета нису пронашли и поставили на посебно место.
Испод управне зграде у Ботаничкој башти су такозване „краљевске леденице”. То је велики подземни објекат где се некада чувала храна за двор. У време када нису постојали фрижидери, шегрти су зими тестерама секли комаде леда са залеђеног Дунава и стављали их на под овог огромног подрума и на тај начин стварани су услови за чување намирница.
Још једна занимљивост је да су, током припремних радова на изградњи „Јевремовца” 1890. године, пронађени остаци римске некрополе.

## Заштита
Ботаничка башта „Јевремовац” заштићена је као споменик природе и споменик културе.

### Споменик природе
Године 1994. Завод за заштиту природе Србије дао је предлог, а Уредбом Владе Републике Србије из 1995. године Ботаничка башта Јевремовац проглашена је за Споменик природе од великог значаја.
| Карактеристике             | |
| -------------------------- | --- |
| Локација                   | Град Београд, градска општина Стари град, КО Стари град, између улице Војводе Добрњца, Булевара деспота Стефана, Далматинске и Таковске |
| Врста природног добра      | Споменик природе |
| Категорија природног добра | Споменик природе од великог значаја |
| Заштићена површина         | 4 81 83 |
| Основ заштите              | Предлог Завода за заштиту природе Србије                                                                                                |
| Правни акт                 | Уредба о заштити споменика природе Ботаничка башта „Јевремовац”: 23/1995-777 ; „Службени гласник РС”, број 23 од 29. јуна 1995.         |
| Старалац                   | Биолошки факултет Универзитета у Београду, Институт за ботанику                                                                         |

На простору Ботаничке баште установљен је режим II степена заштите којим је забрањено:
1. промена намене површина,
2. извођење инвестиционих радова који нису у функцији очувања и унапређивања Ботаничке баште,
3. уништавање и угрожавање постојећег биљног фонда.

Истовремено је овом заштитом обезбеђено:
1. контрола и праћење популација биљних и животињских врста,
2. научноистраживачки и образовни рад,
3. стабилност екосистема,
4. спровођење научних огледа у циљу очувања генофонда, и
5. приказивање споменика природе.[2]

### Споменик културе
Године 2007. Влада Републике Србије донела је Одлуку о утврђивању Ботаничке баште „Јевремовац” у Београду за споменик културе.
| Карактеристике     | |
| ------------------ | --- |
| Локација           | Београду, Улица таковска број 43, у државној својини, на катастарским парцелама бр. 2554/1 и 2554/3, КО Стари град |
| Врста добра        | Споменик културе |
| Заштићена површина | Заштићена околина споменика културе обухвата следеће катастарске парцеле: бр. 2553/1, 2553/2, 2553/3, 2553/4, 2553/5, 2553/6, 2554/1, 2554/3, 2555, 2556, 2557, 2558, 2559/1, 2559/2, 2560, 2561, 2562/1, 2562/2 и 2562/3, КО Стари град, у мешовитој својини |
| Основ заштите      | Споменик културе поседује значајне културно-историјске и архитектонске вредности. То је прва и до сада једина ботаничка башта у Србији, чије је оснивање везано за једно од највећих имена српске ботанике – Јосифа Панчића                                   |
| Правни акт         | Одлука о утврђивању Ботаничке баште „Јевремовац“ у Београду за споменик културе: 30/2007-3 ; „Службени гласник РС”, број 30 од 27. марта 2007. |

Овом Одлуком утврђене следеће мере заштите споменика културе (Ботаничке баште „Јевремовац”):
1. очување постојећих објеката, Стакленика и ограде око Ботаничке баште у свему према првобитном стању;
2. израда програма развоја и уређења, а на основу тога одговарајуће пројектне документације за цео комплекс Ботаничке баште као подлоге за све будуће радове;
3. ажурно праћење стања и одржавање конструктивно-статичких, инсталационих и свих других елемената јединственог система споменичког комплекса;
4. обезбеђивање сталног археолошког надзора за све земљане радове.

Такође су утврђене и мере заштите заштићене околине споменика културе:
1. забрана градње или постављања објеката трајног или привременог карактера који својом наменом, габаритом, волуменом и обликом могу угрозити или деградирати споменик културе и његову заштићену околину;
2. забрана постављања покретних тезги, киоска и других привремених објеката на тротоару унутар заштићене околине.[3]

## Туристички потенцијал
Ботаничка башта „Јевремовац” данас је на располагању не само студентима и научницима, већ и свим посетиоцима. Представља не само „плућа” централног градског језгра, већ и место за одмор и опуштање. Нуди сјајне призоре за сликаре и фотографе, пружа бесплатан интернет, а захваљујући својој лепоти и очуваном духу старина често је локација коју младенци бирају за венчање, али и редитељи за снимање серија и филмова. Институт за ботанку организује тематске обиласке по унапред утврђеном редоследу, уз присуство стручних водича који посетиоцима пружају мноштво занимљивих информација о биљним врстама и историји Баште. Ботаничка башта „Јевремовац” отворена је за посетиоце свакога дана.
У прелепом амбијенту Ботаничке баште „Јевремовац” често се организују различите едукативне и забавне манифестације, какве су различите тематске изложбе, обележавање датума као што су Дана науке или Светски дан заштите животне средине, различити музички програми и друге.

## Недоследност
Годинама се у медијима преноси информација да је Ботаничка башта „прва и до сада једина ботаничка башта у Србији”. То је наведено чак и у Одлуци о утврђивању Ботаничке баште „Јевремовац“ у Београду за споменик културе. Међутим, ова информација није тачна. Године 1997. (10 година пре доношења ове одлуке) у Крагујевцу је отворена ботаничка башта у оквиру Института за биологију Природно-математичког факултета у Крагујевцу. Ботаничка башта простире се на око 18,5 ha и налази се у оквиру комплекса Спомен-парка „Крагујевачки октобар“. Тренутно је највећа ботаничка башта на Балкану.

## Галерија
- Отворене површине „Јевремовца”
- Пешачке стазе
- Фонтана
- Базен са локвањима
- Ароматични врт

- Јапански врт

- Стаклена башта
- Детаљи металне конструкције
- Унутрашњост стакленика